# Patinage artistique aux Jeux olympiques de 1908
Navigation
Anvers 1920
Les épreuves de patinage artistique aux Jeux olympiques d'été de 1908 se déroulent du 28 au 29 octobre 1908 au Prince's Skating Club de Londres au Royaume-Uni. Le patinage artistique est alors une nouvelle discipline olympique au sein des jeux d'été, les jeux d'hiver n'existant pas encore.
Les compétitions regroupent six pays et vingt-et-un athlètes (quatorze hommes et sept femmes). 
Quatre épreuves sont disputées :
- Concours Messieurs (le 28 octobre à 15h00, figures imposées et le 29 octobre à 15h00, programme libre).
- Concours Figures spéciales Messieurs (le 29 octobre à 10h00).
- Concours Dames (le 28 octobre à 10h00, figures imposées et le 29 octobre à 15h00, programme libre)
- Concours Couples (le 29 octobre à 15h00)

## Participants
21 patineurs de 6 nations participent aux Jeux olympiques d'été de 1908 : 14 hommes et 7 femmes.
L'Argentine, l'Allemagne, les États-Unis, le Royaume-Uni, la Russie et la Suède sont les six premiers pays à participer aux épreuves de patinage artistique des Jeux olympiques.
| Pays        | Participants Hommes                                                                                           | Participantes Femmes                                                  | Nombre d'hommes | Nombre de femmes | Nombre total |
| ----------- | --- | --------------------------------------------------------------------- | --------------- | ---------------- | ------------ |
| Argentine   | Horatio Torromé                                                                                               |                                                                       | 1               | 0                | 1            |
| Allemagne   | Heinrich Burger                                                                                               | Anna Hübler Elsa Rendschmidt                                          | 1               | 2                | 3            |
| États-Unis  | Irving Brokaw                                                                                                 |                                                                       | 1               | 0                | 1            |
| Royaume-Uni | Arthur Cumming John Keiller Greig Geoffrey Hall-Say James H. Johnson Albert March Edgar Syers Herbert Yglesia | Dorothy Greenhough-Smith Phyllis Johnson Gwendolyn Lycett Madge Syers | 7               | 4                | 11           |
| Russie      | Nikolai Panin                                                                                                 |                                                                       | 1               | 0                | 1            |
| Suède       | Richard Johansson Ulrich Salchow Per Thorén                                                                   | Elna Montgomery                                                       | 3               | 1                | 4            |
| Total       | Total | Total                                                                 | 14              | 7                | 21           |

## Podiums
| Épreuves                                        | Or                            | Argent                             | Bronze                    |
| ----------------------------------------------- | ----------------------------- | ---------------------------------- | ------------------------- |
| Messieurs résultats détaillés                   | Ulrich Salchow                | Richard Johansson                  | Per Thorén                |
| Figures spéciales Messieurs résultats détaillés | Nikolai Panin                 | Arthur Cumming                     | Geoffrey Hall-Say         |
| Dames résultats détaillés                       | Madge Syers                   | Elsa Rendschmidt                   | Dorothy Greenhough-Smith  |
| Couples résultats détaillés                     | Anna Hübler / Heinrich Burger | Phyllis Johnson / James H. Johnson | Madge Syers / Edgar Syers |

## Tableau des médailles
| Rang  | Pays        | Médaille d'or, Jeux olympiques | Médaille d'argent, Jeux olympiques | Médaille de bronze, Jeux olympiques | Total |
| 1     | Royaume-Uni | 1                              | 2                                  | 3                                   | 6     |
| 2     | Suède       | 1                              | 1                                  | 1                                   | 3     |
| 3     | Allemagne   | 1                              | 1                                  | 0                                   | 2     |
| 4     | Russie      | 1                              | 0                                  | 0                                   | 1     |
| Total | Total       | 4                              | 4                                  | 4                                   | 12    |

## Détails des compétitions

### Messieurs
| Rang    | Nom                | Nation      | Places | Points | Fig. impo. | Prog. libre |
| ------- | ------------------ | ----------- | ------ | ------ | ---------- | ----------- |
| 1       | Ulrich Salchow     | Suède       | 7.0    | 1886,5 | 1          | 2           |
| 2       | Richard Johansson  | Suède       | 10.0   | 1826,0 | 4          | 1           |
| 3       | Per Thorén         | Suède       | 14.0   | 1787,0 | 3          | 3           |
| 4       | John Keiller Greig | Royaume-Uni | 19.0   | 1554,5 | 5          | 4           |
| 5       | Albert March       | Royaume-Uni | 29.0   | 1160,0 | 6          | 7           |
| 6       | Irving Brokaw      | États-Unis  | 30.0   | 1201,0 | 8          | 5           |
| 7       | Horatio Torromé    | Argentine   | 31.0   | 1144,5 | 7          | 6           |
| Abandon | Nikolai Panin      | Russie      |        |        | 2          |             |
| Abandon | Herbert Yglesia    | Royaume-Uni |        |        | 9          |             |

### Figures spéciales Messieurs

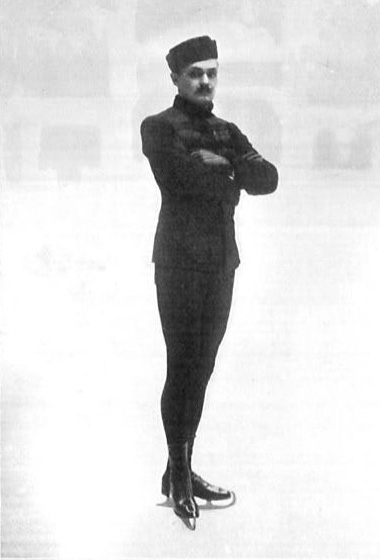
Nikolai Panin aux Jeux olympiques d'été de 1908.

| Rang | Nom               | Nation      | Places | Points |
| ---- | ----------------- | ----------- | ------ | ------ |
| 1    | Nikolai Panin     | Russie      | 5.0    | 219.0  |
| 2    | Arthur Cumming    | Royaume-Uni | 10.0   | 164.0  |
| 3    | Geoffrey Hall-Say | Royaume-Uni | 15.0   | 104.0  |

### Dames
| Rang | Nom                      | Nation      | Places | Points | Fig. impo. | Prog. libre |
| ---- | ------------------------ | ----------- | ------ | ------ | ---------- | ----------- |
| 1    | Madge Syers              | Royaume-Uni | 5.0    | 1262,5 | 1          | 1           |
| 2    | Elsa Rendschmidt         | Allemagne   | 11.0   | 1055,0 | 2          | 2           |
| 3    | Dorothy Greenhough-Smith | Royaume-Uni | 15.0   | 1055,0 | 3          | 3           |
| 4    | Elna Montgomery          | Suède       | 21.0   | 851,5  | 4          | 5           |
| 5    | Gwendolyn Lycett         | Royaume-Uni | 23.0   | 820,0  | 5          | 4           |

### Couples

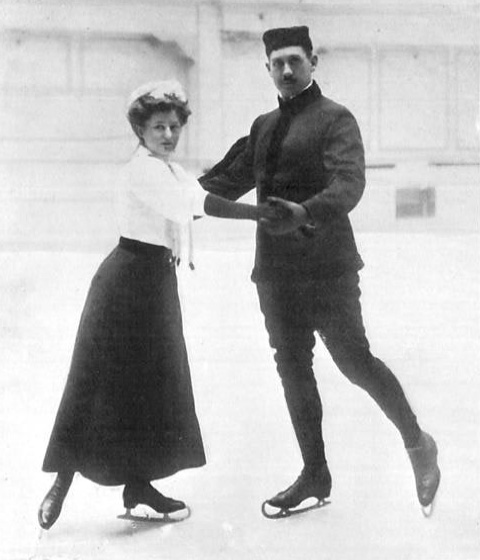
Anna Hübler et Heinrich Burger aux Jeux olympiques d'été de 1908.

| Rang | Nom                                | Nation      | Places | Points |
| ---- | ---------------------------------- | ----------- | ------ | ------ |
| 1    | Anna Hübler / Heinrich Burger      | Allemagne   | 5.0    | 56,0   |
| 2    | Phyllis Johnson / James H. Johnson | Royaume-Uni | 10.0   | 51,5   |
| 3    | Madge Syers / Edgar Syers          | Royaume-Uni | 13.0   | 48,0   |